# Région d'Engiadina Bassa/Val Müstair
La région d'Engiadina Bassa/Val Müstair est une région du canton des Grisons en Suisse, créée le 1er janvier 2016 lorsque les fonctions des districts et celles des cercles, toutes deux supprimées, ont été reprises par les nouvelles régions du canton ; le territoire de la nouvelle région Engiadina Bassa/Val Müstair coïncide avec celui de l'ancien District d'Inn dont elle reprend le périmètre. 
La région comprend la Basse-Engadine et le Val Müstair. 
La région est frontalière avec la région de Maloja et la région de Prättigau/Davos à l'ouest, avec l'Autriche (district de Bludenz dans le Vorarlberg et district de Landeck dans le Tyrol (Land)) au nord et avec l'Italie (province autonome de Bolzano dans le Trentin-Haut-Adige à l'est et province de Sondrio dans le sud de la Lombardie). La capitale de la région est Scuol. 

## Division administrative
La région Engiadina Bassa/Val Müstair est divisée en 5 communes, listées ci-dessous par ordre alphabétique :
| Nom         | N° OFS | Population (décembre 2022) |
| ----------- | ------ | -------------------------- |
| Samnaun     | 3752   | +000791,                   |
| Scuol       | 3762   | +004 601,                  |
| Valsot      | 3764   | +000826,                   |
| Val Müstair | 3847   | +001 425,                  |
| Zernez      | 3746   | +001 532,                  |
| Total       | Total  | +009 175,                  |

## Géographie
Le point culminant de la région est le Piz Linard (3 411 m), dans le massif de Silvretta. Les autres pics principaux sont le Fluchthorn (3 399 m) et le Piz Buin (3 312 m), dans le massif de Silvretta, le Muttler (3 294 m), le Piz Sesvenna (3 204 m) et le Piz Tasna (3 183 m).
Le cours d'eau principal de la région est l'Inn (rivière), qui coule dans la Basse-Engadine et a comme affluents le Spöl, le Susasca et le Schergenbach. La Rom (rivière), qui coule dans le Val Müstair, appartient au bassin de l'Adige.
Le long du Spöl se trouvent les lacs artificiels de Livigno et d'Ova Spin.

## Infrastructures et transports

### Routes principales
La route principale 27 (Suisse) traverse le territoire de la région de Brail à la frontière autrichienne Tschlin en passant par Zernez et Scuol. La route vers Nauders et le Col de Resia part de Tschlin.
La route principale 28 (Suisse) traverse le territoire de la région du col de la Flüela à la frontière italienne du Val Müstair, en passant par Zernez et le col de l'Ofen. À Punt la Drossa commence le tunnel vers Livigno, de Santa Maria Val Müstair la route vers le Col de l'Umbrail et Bormio.

### Chemins de fer
La région est desservie par certaines lignes des Chemins de fer rhétiques :
- Chemin de fer de l'Engadine : gares de Zernez, Susch, Sagliains, Lavin, Guarda (Grisons), Ardez, Ftan et Scuol-Tarasp.
- Le tunnel de la Vereina relie Sagliains à Klosters (également transport de voitures) et Landquart (Grisons).

### Passages frontaliers
Il existe trois postes frontaliers entre la région et l'Italie et trois avec l'Autriche :
- Punt la Drossa/Livigno
- Col de l'Umbrail (Santa Maria Val Müstair/Valdidentro)
- Müstair/Tubre
- Tschlin/Nauders
- Vinadi/Pfunds
- Samnaun/Spiss

## Langues et culture
L’idiome vernaculaire de la région est le vallader. C’est une forme du ladin suisse, apparentée au puter de la Haute-Engadine et au ladin des Dolomites italiennes. Malgré la diminution du nombre de locuteurs, c’est une langue vivante utilisée en particulier pour la poésie. Certaines œuvres sont publiées en édition bilingue, par exemple vallader et français.
Il est inter-compréhensible avec le romanche écrit reconnu comme langue nationale.
Le musée Chasa Jaura au Val Müstair, dans une maison typique du XVIIe siècle, classée monument historique par le canton depuis 1971, propose aux habitants comme aux visiteurs un forum culturel régional.
Il contient entre autres les archives de Heinrich Schmid, linguiste zurichois chargé par la Lia Rumantscha (Ligue romanche) de proposer une langue écrite commune pour les cinq variétés principales de la langue romanche en Suisse. En 1982, il présente ses « directives » pour le romanche grison. Il se consacre ensuite à promouvoir son innovation auprès des populations concernées, malgré les réticences et critiques. Son projet aboutit à une reconnaissance par la Confédération du romanche grison comme 4e langue nationale, qui est utilisé dans les publications officielles, selon la Loi fédérale sur les langues nationales et la compréhension entre les communautés linguistiques (Loi sur les langues, LLC).